# Соко (ваздухопловна једрилица)
Соко је једноседа ваздухопловна једрилица намењена акробатском летењу и обуци пилота једриличара у акробатском летењу.

## Пројектовање и развој
Радећи на пројекту једрилице Јастреб инж. Иван Шоштарић се бавио проблемом акробатности летилица па је побољшањем постојеће конструкције поправљао њена акробатска својства. Тако се родила идеја конструисати акробатску једрилицу. Утва је прихватила а Савезни одбор за спортско ваздухопловство је подржао ту идеју и тако је настала једрилица Соко. Прототип је завршен у првој половини 1947. године, обављена су сва тестирања и једрилица је регистрована као YU-SOKO. Исте године Соко учествује на првом Једриличарском савезном слету у Церкљу и осваја прво место у својој класи и друго место и генералном пласману. 

### Технички опис
Соко је била једрилица дрвене конструкције. Труп јој је био елипсастог облика обложен оплатом од шпера. На кљуну је била смештена пилотска кабина са поклопцем од плексигласа. Иза кабине се труп рапидно сужавао према репу једрилице. Пилотска кабина је била опремљена основним инструментима за дневно летење.
Форма крила је била благо изломљена (галебова крила) а облик је био троугласт са заобљеним крајевима. Масивна крила су постављена на горњој ивици трупа тако да је летилица била класификована као висококрилни моноплан. Носећа конструкција крила је била дрвена са предње стране обложена дрвеном лепенком а задње ивице крила и управљачке површине пресвучене су импрегнираним платном. Крила су била опремљена аеродинамичким кочницама и са доње и горње површине крила. Конструкција хоризонталног и вертикалног стабилизатора као и кормила били су изведени као и крило.
Стајни трап се састојао од металног клизача који је гуменим амортизерима био причвршћен за труп једрилице. Иза клизача је био постављен фиксни гумени точак а на крају репа се налазила еластична дрљача.
Једрилица је била офарбана белом бојом, горњи део кљуна једрилице црвеном а горња површина крила је од кабине па према задњој ивици крила имала зракасто офарване црвене троуглове на белој основи, што је било визуелно обележје акробатских летелица.

## Карактеристике
Карактеристике наведене овде се односе на једрилицу Соко а према изворима
| Финеса      | 1 : 24 при брзини 75,2 km/h |
| Перформансе | - максимална брзина 239 km/h - минимална брзина 54,5 km/h - макс. брзина аеро вуче 140 km/h - макс. брзина витла 130 km/h - минимално пропадање 0,75m/s при брзини 62 km/h   |
| Димензије   | - размах крила 15,20m - дужина 6,85m - висина 1,67m - површина крила 15,30m2 - аеропрофил крила: корен NACA 2415, врх M6 - виткост 15,10 - макс. оптеречење крила; 19,8kg/m2 |
| Маса        | - сопствена 212 kg - носивост 90 kg - полетна 302 kg - водени баланс; нема                                                                                                   |

## Оперативно коришћење
Негде у исто време када је тестирана једрилица Соко, Ваздухопловни савез Југославије доноси одлуку да купи лиценцу за производњу немачке једрилице Ваја те је на тај начин решена судбина једрилице Соко тј. остаће се само на његовом прототипу. Прототип једрилице Соко је додељен Аероклубу из Вршца и тамо је летео до расходовања.

## Сачувани примерци
Нема података да ли је сачуван прототип ове једрилице.

## Земље које су користиле ову једрилицу
- Југославија